# Гриффин, Кеннет
Кеннет «Кен» Гриффин (Kenneth Cordele Griffin; род. 15 октября 1968, Дейтона-Бич, Флорида) — американский инвестор-миллиардер, финансист. Создатель и CEO инвестиционного фонда Citadel LLC (Чикаго), основанного в 1990 году и управляющего ныне активами в 28 млрд долл. США. Также владеет Citadel Securities. Самый богатый человек штата Иллинойс (с 2013 года, когда опередил в том Сэма Зелла). 172-й самый богатый человек в мире по рейтингу Forbes 2018 года, с капиталом, оцениваемым в 9 миллиардов долларов.
В 1986 году поступил на экономический факультет Гарвардского университета. Уже на следующий год, проживая в университетском общежитии, занялся трейдингом. К 1989 году аккумулировал под своим управлением $1 млн.
В 2003 году в возрасте 34 лет впервые вошёл в рейтинг самых богатых американцев в Forbes — с состоянием $650 млн, также стал вторым среди самых молодых миллионеров.
Кризис 2008 года оказался разрушительным для Citadel, однако компания сумела оправиться и даже достичь новых вершин уже к 2012 году.
Среди политиков оказывает финансовую поддержку по большей части республиканцам. Владеет коллекцией картин, среди которых — авторства Джаспера Джонса и Поля Сезанна.
В январе 2019 года Гриффин совершил самую дорогую сделку с жилой недвижимостью в США, приобретя за $238 млн пентхаус в Нью-Йорке.
Развёлся в 2015 году с Anne Dias-Griffin, трое детей.